# سابرينا سالفادور
سابرينا سالفادور (بالإسبانية: Sabrina Salvador)‏ وهي ممثلة ومذيعة وعارضة أزياء فنزويلية ولدت في يوم 6 سبتمبر 1980 في ولاية أنزوتيغوي في فنزويلا مثلت دور البلطولة في المسلسل الفنزويلي ناتاليا ديل مار.

## روابط خارجية
- سابرينا سالفادور على موقع IMDb (الإنجليزية)
- سابرينا سالفادور على موقع ميوزك برينز (الإنجليزية)